# Африканское гуманитарное действие
Африканское гуманитарное действие (англ. Africa Humanitarian Action, AHA) — неправительственная волонтёрская гуманитарная организация, поддерживающая более 12 миллионов человек в 17 странах Африки.
Была основана в 1994 году после геноцида в Руанде, в результате которого несколько сотен тысяч человек (преимущественно народности тутси) были убиты в самом сердце Африки. В это время доктор Давит Завде (англ. Dawit Zawde), врач в Эфиопии, организовал медицинскую бригаду из Кигали, чтобы помочь пострадавшим. Формально основанная в Аддис-Абебе, в течение нескольких месяцев его открытия, AHA послала две команды молодых специалистов в области здравоохранения и оказанию помощи в Руанду. Эти специалисты родом из семи африканских странах — Бенин, Камерун, Эфиопия, Гвинея, Малави, Руанда и Сенегал, став первой в Африке неправительственной организацией, работающей в Руанде. Команды AHA были развернуты в двух медицинских центрах, один в Северо-Западном регионе в Таре в префектуре Кигали и второй при Кабарондо в префектуре Кибунго на юго-востоке страны. Они предоставили круглосуточную неотложную медицинскую помощь и стационарное лечение. По окончании геноцида, AHA решили продлить своё присутствие в других странах Африки. К концу 1995 года организация действовала в Уганде, Анголе и начала свою деятельность в Эфиопии.

## Цели организации
- Обеспечить оказание гуманитарной помощи и постоянной поддержки развития для проблемных общин в Африке;
- Ознакомить перемещенные лица и беженцев с основными навыками, необходимыми при чрезвычайных ситуациях
- Создание и помощь независимым, некоммерческим, нерелигиозным и неправительственным организациям в Африке;
- Исследования, разработки и распространение информации, направленной на сокращение масштабов конфликтов, а также профилактика и разрешение конфликтов, с участием правительств, иных социальных институтов и местных общин;
- Создание базы данных доступных африканских профессиональных ресурсов для помощи и инициатив в области устойчивого развития;
- Борьба с ВИЧ/СПИДом, малярией и другими заболеваниями[4];
- Улучшение материнского здоровья, снижение детской смертности;
- Поощрение гендерного равенства и расширение прав и возможностей женщин;
- Искоренение крайней нищеты и голода;
- Достижение всеобщего начального образования[2].

## История
- 1994 — AHA была основана в ответ на геноцид в Руанде.
- 1995 — AHA начала предоставлять услуги в Анголе и Уганде.
- 1996 — развёрнута программа жилищного строительства (сначала в Руанде), для обеспечения жильём наиболее уязвимых социальных групп: вдов, инвалидов и семей, обеспечивающих уход за сиротами.
- 1997 — AHA расширила свои услуги в Бурунди, Эфиопии, Либерии и Сьерра-Леоне.
- 1998 — в AHA были пересмотрены процедуры управления и руководящие принципы работы в полевых условиях, для обеспечения дальнейшей прозрачности отчетности.
- 2000 — появилось отделение в Замбии.
- 2002 — AHA ненадолго переехала в Сомали с надеждами на решение текущих проблем в регионе.
- 2003 — AHA открыла своё представительство в Восточной Африке, в Найроби, Кения.
- 2004 — AHA продолжает расти, расширяет зону предоставления услуг: отделения в Демократической Республике Конго, Республике Гвинея и Судане. В партнерстве с Африканским союзом, AHA организовала Международный симпозиум «Создание потенциала и ресурсов африканских неправительственных организаций».
- 2005 — в AHA создан Африканский центр для гуманитарной деятельности, с миссией по упрочению партнёрских отношений между гуманитарными организациями.
- 2006 — AHA начала свою программу подготовки волонтёров.